# Eriopeltis festucae
Eriopeltis festucae är en insektsart som först beskrevs av Boyer de Fonscolombe 1834.  Eriopeltis festucae ingår i släktet Eriopeltis och familjen skålsköldlöss. Arten är reproducerande i Sverige. Inga underarter finns listade i Catalogue of Life.